# Trionymus williamsi
Trionymus williamsi är en insektsart som beskrevs av Ezzat 1959. Trionymus williamsi ingår i släktet Trionymus och familjen ullsköldlöss.
Artens utbredningsområde är Egypten. Inga underarter finns listade i Catalogue of Life.